# Martina Gatti
Martina Gatti (Roma, 25 febbraio 1996) è un'attrice italiana.

## Biografia
Nata e cresciuta a Roma, frequenta il Liceo classico Ennio Quirino Visconti per poi laurearsi in filosofia e scienze psicologiche a Perugia.
Debutta nel 2018 prendendo parte alla seconda stagione della serie Skam Italia nel ruolo di Emma. Sempre nel 2018 recita nel ruolo di protagonista in Mollami, opera prima di Matteo Gentiloni.
Nel 2020 prende parte a Bangla - La serie, nelle vesti di Federica. Nel 2021 partecipa al film Padre Pio di Abel Ferrara, presentato il 2 settembre 2022 in occasione della Giornate degli autori durante la 79ª Mostra internazionale d'arte cinematografica di Venezia.
Nel 2022 inizia le riprese di Un'estate fa, serie distribuita da Sky Italia. L'anno successivo prende parte a l'opera prima di Filippo Barbagallo Troppo azzurro e al terzo film di Maccio Capatonda Il migliore dei mondi nel ruolo della co-protagonista femminile Viola.

## Filmografia

### Cinema
- Mollami, regia di Matteo Gentiloni (2019)
- #AnnaFrank. Vite parallele, regia di Anna Migotto e Sabina Fedeli (2019)
- Padre Pio, regia di Abel Ferrara (2022)
- Il migliore dei mondi, regia di Maccio Capatonda, Danilo Carlani, Alessio Dogana (2023)
- Troppo azzurro, regia di Filippo Barbagallo (2024)
- L'amore, in teoria, regia di Luca Lucini (2025)

### Televisione
- Skam Italia – serie TV, 14 episodi (2018-2021)
- Il silenzio dell'acqua  – serie TV, 8 episodi (2019)
- Bangla - La serie – serie TV, episodio 1x1 (2021)
- Un'estate fa – serie TV, 8 episodi (2023)